# Wendy Cope
Wendy Cope, OBE (* 21. Juli 1945 in Erith, Großbritannien) ist eine zeitgenössische britische Dichterin. Zurzeit lebt sie zusammen mit dem Dichter Lachlan Mackinnon in Winchester.
Bis 2006 gab sie drei Gedichtbände heraus: Making Cocoa for Kingsley Amis (1986), Serious Concerns (1992) und If I Don't Know (2001).
Einige ihrer Gedichte sind aus der Sicht des sich abmühenden Lyrikers Jason Stugnell geschrieben. Daneben betätigte sie sich als Parodistin und zielte dabei sowohl auf Sonette von Sir Philip Sidney ab:

My true love hath my heart and I have hers

We swapped last Tuesday and felt quite elated

But now whenever one of us refers

To 'my heart' things get rather complicated.

als auch auf T. S. Eliot, dessen Gedicht The Waste Land (Das wüste Land) sie zu einem Limerick abkürzte:

In April one seldom feels cheerful;

Dry stones, sun and dust make me fearful;

Clairvoyants distress me,

Commuters depress me--

Met Stetson and gave him an earful.

## Werke
- Across the City Priapus Press (limited edition), 1980
- Hope and the 42 Other Branch Readings, 1984
- Making Cocoa for Kingsley Amis Faber and Faber, 1986
- Poem from a Colour Chart of House Paints (limited edition) Priapus Press, 1986
- Does She Like Word Games? Anvil Press, 1988
- Men and Their Boring Arguments Wykeham, 1988
- Twiddling Your Thumbs Faber and Faber, 1988
- Is That the New Moon? (editor) HarperCollins, 1989
- The River Girl Faber and Faber, 1991
- Serious Concerns Faber and Faber, 1992
- The Faber Book of Drink, Drinkers and Drinking (contributor) Faber and Faber, 1993
- The Orchard Book of Funny Poems (editor) Orchard, 1993
- The Squirrel and the Crow Prospero Poets, 1994
- Poems 1 (contributor) Addison-Wesley Longman, 1995
- Another Day on Your Foot and I Would Have Died (contributor) Macmillan, 1996
- Casting a Spell (contributor) Faber and Faber, 1996
- Marigolds Grow Wild on Platforms: An Anthology of Railway Poetry (contributor) Ward Lock, 1996
- Over the Moon: Championship Football Poems (contributor) Red Fox, 1996
- A Draft of XXX Cantos (contributor) Faber and Faber, 1997
- Dear Future: A Time Capsule of Poems (contributor) Hodder & Stoughton, 1997
- Evergreen Verse (contributor) Dent, 1997
- For All Occasions (contributor) Methuen, 1997
- Funnybones (contributor) CollinsEducational, 1998
- Silly Bones (contributor) Scholastic, 1998
- The Funny Side: 101 Humorous Poems (editor) Faber and Faber, 1998
- The Epic Poise: A Celebration of Ted Hughes (contributor) Faber and Faber, 1999
- The Faber Book of Bedtime Stories (editor) Faber and Faber, 1999
- Big Orchard Book of Funny Poems (editor) Orchard, 2000
- Heaven on Earth: 101 Happy Poems (editor) Faber and Faber, 2001
- If I Don't Know Faber and Faber, 2001
- Is That The New Moon?: Poems by Women Poets (selector) Collins, 2002
- George Herbert: Verse and Prose (selector and introduction) SPCK, 2003